# فرانسواز روزی
فرانسواز روزی (فرانسوی: Françoise Rosay‎؛ ۱۹ آوریل ۱۸۹۱ – ۲۸ مارس ۱۹۷۴) خواننده اُپرا و هنرپیشه اهل کشور فرانسه بود. وی بین سال‌های ۱۹۱۱ تا ۱۹۷۳ میلادی فعالیت می‌کرد. این بازیگر با داشتن بیش از ۶۰ سال سابقه در بازیگری، از هنرپیشگان افسانه‌ای در سینمای فرانسه محسوب می‌شود.

## قسمتی از فیلمشناسی
- عابر پیاده
- ساعت بیست و پنج
- سیزدهمین نامه
- خشم و هیاهو
- هفت گناه کبیره